# Восстание в Пхови и Дидое
Восстание в Пхови и Дидое — вооружённое сопротивление горских племён аварцев на северо-восточной границе Грузинского царства против попыток насаждения феодальных порядков грузинскими эриставами при поддержке союзных им дзурдзуков (чеченцев и ингушей). Произошло около 1212 года в правление царицы Тамары, в период наивысшего могущества средневековой Грузии.

## Предпосылки
Правление царицы Тамары (1184—1213) считается «Золотым веком» Грузинского царства. В этот период значительно усилились центральная власть, влияние грузинской аристократии и феодальная экспансия на северо-востоке, в пограничных горных районах.
Кахетинские эриставы начали активно продвигаться в малодоступные районы Пхови и Дидоя, населённые свободными горскими общинами — преимущественно аварцами. Эти племена жили по своим родовым законам и традициям, значительно отличавшимся от феодального порядка.
Попытки навязать внешнюю власть и феодальные порядки вызвали сопротивление. Началось стихийное восстание.

## Кампания
Для подавления восстания царица Тамара организовала военную экспедицию, которую возглавил её ближайший полководец Иване Мхаргрдзели. Кампания длилась около трёх месяцев и была исключительно кровопролитной.
Современные летописи описывают, как грузинская армия, при поддержке союзных горных племён — дзурдзуков (чеченцев и ингушей) — вторглась в горные районы Пхови и Дидое. Местное население оказывало упорное сопротивление, но численно и военной организацией уступало. В результате похода были разрушены деревни, уничтожены храмы и святыни. Часть населения была истреблена или вынуждена покориться.

## Участники
- Грузинское царство — армия, возглавляемая Иване Мхаргрдзели, действовала от имени центральной власти.
- Дзурдзуки — союзные племена чеченцев и ингушей, принимали участие в карательной экспедиции.
- Горцы Пхови и Дидое — преимущественно аварцы, восставшие против насаждения феодализма.

## Последствия
- Восстание было подавлено.
- Горцы были насильственно подчинены феодальной системе.
- Разрушение местных деревень и святынь нанесло сильный удар по культурной самобытности регионов.
- Граница Грузии временно стабилизировалась.
- Конфликт положил начало долгосрочному отчуждению между свободными горцами и феодальной властью.

## Оценка события
Историки рассматривают восстание как одно из самых ярких проявлений сопротивления горских обществ попыткам внешнего государственного и социального контроля. Несмотря на военный успех грузинской армии, применение силы и разрушения породили глубокую вражду, последствия которой ощущались в последующие столетия.